# The Beatles in Mono
«The Beatles in Mono» — бокс-сет с полным комплектом ремастированных монофонических записей группы The Beatles, выпущенный лейблами EMI и Apple 9 сентября 2009 года. В тот же день был выпущен бокс-сет со всеми стереофоническими изданиями ремастированных в рамках того же проекта записей The Beatles под названием The Beatles Stereo Box Set.
Проект ремастеринга на EMI длился четыре года, его целью было не только максимально очистить записи от помех и шумов, сделать их более «прозрачными», но и воспроизвести у современного слушателя то же ощущение и «окраску» от «цифрового» звука, которое ранее слушатели могли получать от «винилового» звучания, и то только на достаточно качественной воспроизводящей аппаратуре. Проектом руководили ведущие звукоинженеры (англ. audio engineering) EMI: Аллан Роуз (Allan Rouse) и Гай Месси (Guy Massey).
Это был уже четвёртый по счёту полный или практически полный бокс-сет с записями оригинальных альбомов The Beatles (после The Beatles Collection, The Collection и The Beatles Box Set), однако если считать каждый проданный бокс-сет (стерео или моно) за единицу, то общее количество продаж составило более 30 миллионов экземпляров.
В тот же день была выпущена видеоигра The Beatles: Rock Band, где использовались в том числе и фрагменты из ремастированных записей, вошедших в бокс-сет.
8 сентября 2014 года комплект был издан на «тяжёлых» 180-граммовых виниловых пластинках, для изготовления которых использовались оригинальные аналоговые ленты без применения цифровых технологий.

## Список альбомов в бокс-сете
- Please Please Me (1963)
- With The Beatles (1963)
- A Hard Day’s Night (1964)
- Beatles for Sale (1964)
- Help! (1965)
- Rubber Soul (1965)
- Revolver (1966)
- Sgt. Pepper's Lonely Hearts Club Band (1967)
- Magical Mystery Tour (1967)
- The Beatles (1968)
- Mono Masters (1962—1970)

В бокс-сет не вошли альбомы: Yellow Submarine, Abbey Road и Let It Be, так как для них не существовало изданий в «истинных» моно-версиях (то есть при подготовке выпуска «как бы моно-версий» этих альбомов всего лишь производилось сведение сигналов из двух стерео-каналов в один монофонический; англ. fold-down (two stereo channels combined into one channel) from the stereo mix, not a unique, separate mono mix).